# Гнедой, Эйнар
Эйнар Гнедой (латыш. Einārs Gņedojs; 8 июля 1965 — 9 ноября 2022) — советский и латвийский футболист, защитник. Выступал за сборную Латвии.

## Биография

### Клубная карьера
Воспитанник футбольной школы рижской «Даугавы». В 1986 году в составе молодёжной сборной Латвийской ССР принимал участие в футбольном турнире Спартакиады народов СССР, где его команда заняла шестое место. В 1986—1988 годах выступал в соревнованиях мастеров во второй лиге СССР за «Звейниекс» (Лиепая), затем несколько лет играл в соревнованиях КФК. В 1991 году в составе клуба «Форум-Сконто» стал чемпионом Латвийской ССР и финалистом Кубка республики, а также вошёл в символическую сборную чемпионата. Весной 1991 года в составе клуба «СКИФ-Форум» принял участие в единственном в истории розыгрыше чемпионата СССР по мини-футболу, его команда финишировала четвёртой.
После распада СССР продолжил играть за «Сконто», бывшее в тот момент сильнейшим клубом страны. Становился чемпионом Латвии 1992, 1993 и 1994 годов, обладателем Кубка Латвии 1992 года. В 1993 году признан лучшим защитником чемпионата. Принимал участие в играх еврокубков.
В середине и второй половине 1990-х годов играл за клубы высшей лиге Латвии «Старт» (Броцены), рижские «Сконто-Метал» и «Университет», а также провёл полсезона в высшей лиге Эстонии в клубе «Таллинна Садам».
После окончания игровой карьеры некоторое время работал линейным арбитром, в том числе на международных матчах.
По состоянию на начало 2020-х годов жил в Норвегии, где работал в транспортной отрасли и тренировал детские команды клуба «Гиске».
Скончался 9 ноября 2022 года.

### Карьера в сборной
В ноябре 1991 года сыграл 2 матча за сборную Латвии на Кубке Балтии, эти игры считаются неофициальными. Первый официальный матч сыграл 26 мая 1992 года против Мальты, заменив на 75-й минуте Геннадия Шитика, это была вторая игра сборной Латвии после восстановления независимости. Всего в 1992—1994 годах провёл 18 матчей за сборную.

## Достижения
- Чемпион Латвии: 1992, 1993, 1994
- Обладатель Кубка Латвии: 1992